# 希什基夫卡 (庫皮揚斯克區)
49°52′14″N 37°17′28″E / 49.87056°N 37.29111°E
希什基夫卡（烏克蘭語：Шишківка）是位於烏克蘭東部的村莊，由哈爾科夫州庫皮揚斯克區的舍夫琴科韦市镇負責管轄。該村處於大布爾盧克河畔，始建於1920年，面積0.5平方公里，海拔高度127米，2001年人口73。